# Lamoral Claudio Francesco di Thurn und Taxis
Lamoral Claudio Francesco di Thurn und Taxis (Bruxelles, 14 febbraio 1621 – Anversa, 13 settembre 1676) fu conte di Thurn und Taxis, nonché Maestro Generale di Posta del Sacro Romano Impero.
Nel 1650 decise, con approvazione imperiale, di mutare il proprio cognome da Thurn, Valsassina e Tassis al più tedesco Thurn und Taxis con cui la famiglia divenne in seguito maggiormente nota. Succeduto negli incarichi paterni sotto la tutela della madre sino alla maggiore età, una volta raggiunta la piena autonomia la sua figura risultò fondamentale per l'organizzazione delle finanze imperiali dopo i negoziati di pace di Osnabrück e Münster. Dopo la fine della guerra dei trent'anni, in concorrenza con altri uffici postali regionali concorrenti, fu in grado di garantire la continua esistenza dell'ufficio postale imperiale attraverso accordi reciproci, ma non fu in grado di mantenere una posizione di monopolio.

## Biografia

### I primi anni
Lamoral Claudio Francesco era figlio del conte Leonardo II e di sua moglie, Alessandrina de Rye, contessa di Varax.
Divenuto Conte di Thurn und Taxis alla morte del padre, nel 1628, fu sottoposto alla reggenza della madre (data la sua giovane età) sino al 1646, quando poté governare senza co-reggenti e si vide riconfermare il ruolo già di suo padre dall'imperatore Ferdinando III del Sacro Romano Impero.
Uno dei suoi primi atti ufficiali è datato 27 febbraio 1646 e consiste in una conferma di suo cugino Johann Baptist von Taxis al ruolo di maestro di posta di Augusta. Il re spagnolo Filippo IV fu tra i primi organismi ufficiali a riconoscere la discendenza della famiglia Taxis dai Torriani di Milano il 6 ottobre 1649. Successivamente, l'imperatore Ferdinando III, accondiscendendo ad un desiderio dello stesso Lamoral Claudio Francesco, gli permise in definitiva di mutare il proprio cognome in Thurn und Taxis con cui la sua famiglia divenne maggiormente nota, dal 24 dicembre 1650.

### L'amministrazione delle poste imperiali

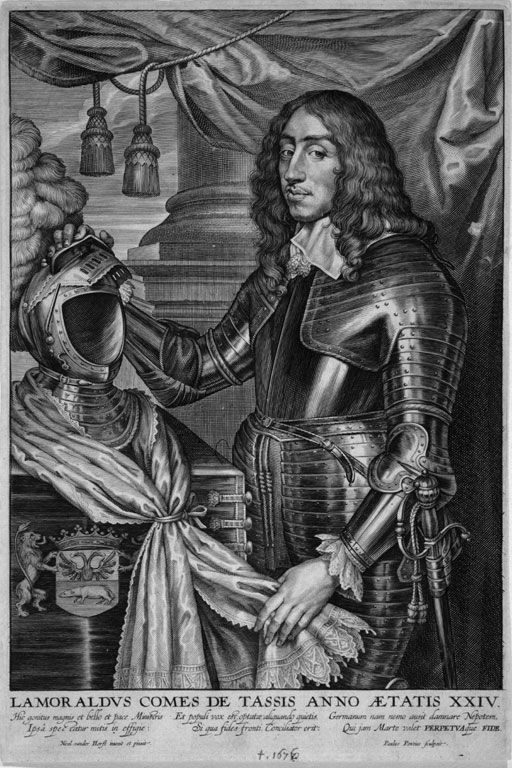
Lamoral Claudio Francesco in una stampa d'epoca

Alla fine della guerra dei trent'anni, durante i negoziati di pace tenutisi a Osnabrück ed a Münster, Lamoral fu tra gli organizzatori della staffetta postale tra Detmold ed Osnabrück e tra Bückeburg ed Osnabrück, istituendo anche una via postale da Lünen a Münster e una tra Münster e Osnabrück, oltre a quella molto redditizia tra Colonia-Roermond-Bruxelles. Dopo la firma della pace di Vestfalia, si assicurò il ripristino delle rotte postali tradizionali.
Con gli imperatori del Sacro Romano Impero, coi quali ebbe sempre ottimi rapporti, cercò di incrementare notevolmente la rete postale dell'impero così da favorire ulteriormente non solo il proprio lavoro ma anche la capacità e la velocità degli scambi di informazioni e merci entro i confini dei territori imperiali. Il 13 febbraio 1664, firmò un contratto con l'elettore bavarese Ferdinando Maria per istituire nuovi percorsi postali tra Monaco di Baviera ed altre importanti mete come Augusta, Innsbruck, Ratisbona, Wels e Salisburgo. Allo stesso modo, concluse il 13 febbraio 1672 un accordo col principe elettore di Treviri, Karl Kaspar von der Leyen, per aprire una rotta postale tra Treviri e Coblenza.
A seguito dello scoppio della guerra franco-olandese, dovette spostare nuovamente le rotte che egli aveva istituito nell'area, in particolare dopo gli attacchi di mercenari francesi nell'area del principato episcopale di Treviri nel 1675, nonostante le garanzie che aveva ottenuto. Egli ottenne quindi dall'imperatore l'emanazione di un decreto che lo autorizzava a proteggere le stazioni postali anche con uomini armati se necessario. Ebbe a lamentarsi di queste aggressioni anche con Luigi XIV di Francia, ma il ministro francese Louvois, gli rispose di non poter fare nulla per evitare che la guerra colpisse anche i normali traffici postali.

#### Il problema della concorrenza
Proprio durante il convulso periodo della guerra dei trent'anni, i principi protestanti della Germania tentarono di istituire un sistema postale indipendente organizzato in staffette nei loro territori, escludendo ovviamente i Thurn und Taxis dalla gestione dello stesso. Dopo la firma della pace di Vestfalia le posizioni favorevoli ad una "posta dei principi protestanti" si intensificarono maggiormente, in particolar in quanto a tale progetto avevano già aderito di comune accordo l'elettorato di Brandeburgo, quello di Sassonia, l'Assia-Kassel ed il Brunswick-Lüneburg. Lamoral Claudio Francesco tentò senza successo di contrastare lo sviluppo di tale rete postale parallela appellandosi alla dieta imperiale, ma nulla poté contro la conferenza dei principi evangelici convocata a Hildesheim nel 1658 che decise apertamente di propendere per un'azione comune contro le pretese di gestione universale della posta da parte dei Thurn un Taxis. Lamoral Claudio Francesco, dovette alla fine accettare la presenza di uffici postali concorrenti nei territori protestanti, come pure la presenza di diversi percorsi postali incrociati ai suoi. Ottenne tuttavia il permesso di espandere la rete postale del Sacro Romano Impero e di iniziare le prime tratte di posta internazionali. In un'ulteriore conferenza tenutasi a Hildesheim nel 1666, le aree di interesse delle due sfere d'influenza vennero infine delimitate chiaramente.
Lamoral fu un attento gestore di questa delicata fase della sua professione, intrattenendo sovente rapporti quasi settimanali con le diverse stazioni dei territori da lui amministrati. Per questo motivo, l'archivio dei principi Thurn und Taxis a Ratisbona conserva ancora oggi migliaia di lettere da lui scritte in diverse lingue ai responsabili delle varie stazioni alle sue dipendenze in tutto l'impero.

### La corsa al principato

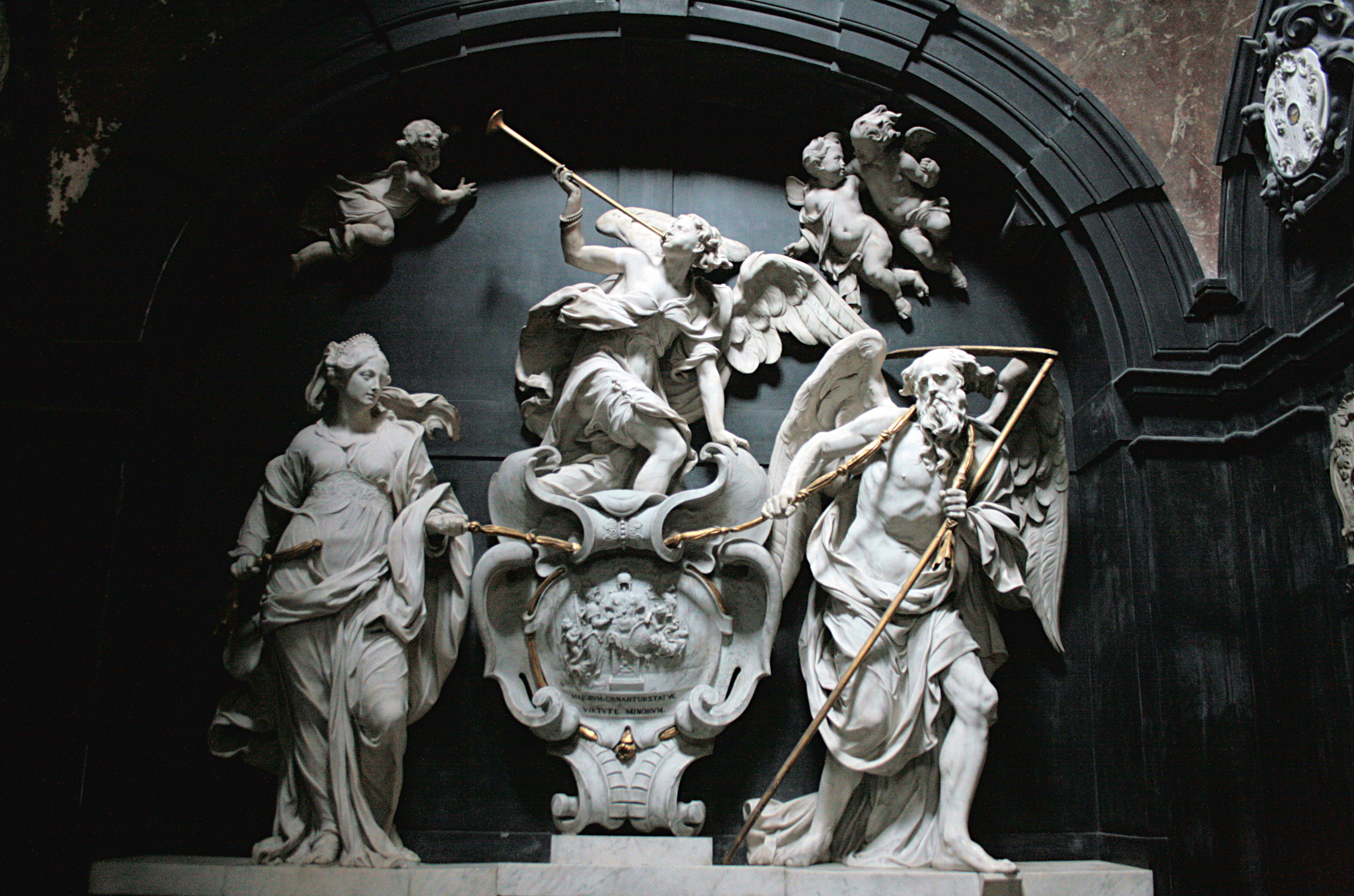
La tomba barocca di Lamoral Claudio Francesco presso la chiesa di Notre Dame du Sablon a Bruxelles

Lamoral fu il primo della sua famiglia a cercare di migliorare la posizione della propria famiglia all'interno della gerarchia aristocratica imperiale, fatto che si rifletté in primis sugli incarichi della sua professione.
Proprio con questo intento in mente, egli ampliò ed abbellì la cappella della sua famiglia presso la chiesa di Notre Dame du Sablon di Bruxelles in stile barocco ed attorno al 1660 iniziò la costruzione di una propria palazzina di caccia presso Beaulieu, non lontano da Bruxelles. Ampliò ed abbellì notevolmente anche il palazzo che la sua famiglia possedeva proprio di fronte alla chiesa di Notre Dame du Sablon, facendo di esso un edificio principesco.
Nel 1670, al fine di dimostrare la propria potenza, acquisì i feudi di Braine-le-Château e Haut-Ittre dalla famiglia di sua moglie, oltre ad ottenere la contea di La Roche-en-Ardenne. Nonostante i suoi sforzi, egli non riuscì comunque ad ottenere il tanto agognato titolo principesco che andò invece dopo la sua morte a suo figlio Eugenio Alessandro.

## Matrimonio e figli
Lamoral Claudio Francesco sposò il 6 febbraio 1650 la contessa Anna Francesca Eugenia di Hornes, dalla quale ebbe i seguenti figli:
- Filippo Leopoldo (1650-1657)
- Eugenio Alessandro (1652-1714), Principe di Thurn und Taxis, sposò Anna Adelaide di Fürstenberg ed alla morte di questa Anna Augusta di Hohenlohe-Waldenburg
- Inigo Lamoral (1653-1713) sposò Maria Claudia Francesca Fugger di Kirchberg-Weissenhorn
- Francesco Sigismondo (1655-1710), Conte della Valsassina, Governatore di Liegi sposò nel 1655 Anna Giacinta di Ursel
- Un figlio di cui non ci è giunto il nome (1656-1656)
- Genoveffa Ernestina Maria (1657-1686), sposò Martin Gutierrez de los Rios, capitano della Guardia spagnola
- Isabella Maria (1660-1671)
- Antonio Alessandro (1662-1683), militare, morì presso Neuhäusel
- Maria Teresa (1663-1673)

## Ascendenza
|                                              |                           |                                  | Genitori |  |  | Nonni |  |  | Bisnonni             |  |  | Trisnonni                   |  |
|                                              |                           |                                  |          |  |  |       |  |  | Leonardo I de Tassis |  |  | Giovanni Battista de Tassis |  |
|                                              |                           |                                  |          |  |  |       |  |  | Leonardo I de Tassis |  |  | Giovanni Battista de Tassis |  |
|                                              |                           | …                                |          |  |  |       |  |  | Leonardo I de Tassis |  |  |                             |  |
| Lamoral de Tassis                            |                           |                                  |          |  |  |       |  |  | Leonardo I de Tassis |  |  |                             |  |
|                                              |                           | Louise Boisot de Rouha           | …        |  |  |       |  |  |                      |  |  |                             |  |
|                                              |                           | Louise Boisot de Rouha           | …        |  |  |       |  |  |                      |  |  |                             |  |
|                                              |                           | Louise Boisot de Rouha           | …        |  |  |       |  |  |                      |  |  |                             |  |
| Leonardo II de Tassis                        |                           | Louise Boisot de Rouha           |          |  |  |       |  |  |                      |  |  |                             |  |
|                                              |                           | Serafino II de Tassis            | …        |  |  |       |  |  |                      |  |  |                             |  |
|                                              |                           | Serafino II de Tassis            | …        |  |  |       |  |  |                      |  |  |                             |  |
|                                              |                           | Serafino II de Tassis            | …        |  |  |       |  |  |                      |  |  |                             |  |
| Genoveffa de Tassis                          |                           | Serafino II de Tassis            |          |  |  |       |  |  |                      |  |  |                             |  |
|                                              |                           | Isabella de Tassis               | …        |  |  |       |  |  |                      |  |  |                             |  |
|                                              |                           | Isabella de Tassis               | …        |  |  |       |  |  |                      |  |  |                             |  |
|                                              |                           | Isabella de Tassis               | …        |  |  |       |  |  |                      |  |  |                             |  |
| Lamoral Claudio Francesco di Thurn und Taxis |                           | Isabella de Tassis               |          |  |  |       |  |  |                      |  |  |                             |  |
|                                              | Gérard de Rye de Balançon | …                                |          |  |  |       |  |  |                      |  |  |                             |  |
|                                              | Gérard de Rye de Balançon | …                                |          |  |  |       |  |  |                      |  |  |                             |  |
|                                              | Gérard de Rye de Balançon | …                                |          |  |  |       |  |  |                      |  |  |                             |  |
| Philibert de Rye de Balançon                 | Gérard de Rye de Balançon |                                  |          |  |  |       |  |  |                      |  |  |                             |  |
|                                              |                           | Claude Louise de Longwy          | …        |  |  |       |  |  |                      |  |  |                             |  |
|                                              |                           | Claude Louise de Longwy          | …        |  |  |       |  |  |                      |  |  |                             |  |
|                                              |                           | Claude Louise de Longwy          | …        |  |  |       |  |  |                      |  |  |                             |  |
| Alessandrina de Rye                          |                           | Claude Louise de Longwy          |          |  |  |       |  |  |                      |  |  |                             |  |
|                                              |                           | Justus II de Tournon-Roussillon  | …        |  |  |       |  |  |                      |  |  |                             |  |
|                                              |                           | Justus II de Tournon-Roussillon  | …        |  |  |       |  |  |                      |  |  |                             |  |
|                                              |                           | Justus II de Tournon-Roussillon  | …        |  |  |       |  |  |                      |  |  |                             |  |
| Claudine de Tournon-Roussillon               |                           | Justus II de Tournon-Roussillon  |          |  |  |       |  |  |                      |  |  |                             |  |
|                                              |                           | Claudine de La Tour d'Olliergues | …        |  |  |       |  |  |                      |  |  |                             |  |
|                                              |                           | Claudine de La Tour d'Olliergues | …        |  |  |       |  |  |                      |  |  |                             |  |
|                                              |                           | Claudine de La Tour d'Olliergues | …        |  |  |       |  |  |                      |  |  |                             |  |
|                                              |                           | Claudine de La Tour d'Olliergues |          |  |  |       |  |  |                      |  |  |                             |  |